# Аммонс, Альберт
Альберт Клифтон Аммонс (англ. Albert Clifton Ammons; 23 сентября 1907, Чикаго — 2 декабря 1949, там же) — американский пианист. Аммонс был королём буги-вуги и блюзового джаза, который был популярен в Соединённых Штатах с конца 1930-х до середины 1940-х годов.

## Жизнь и карьера
Альберт Аммонс родился в Чикаго, штат Иллинойс, его родители были пианистами, и он научился играть уже к 10 годам. Возникший у него интерес к буги-вуги объясняется его близкой дружбой с Мидом Люксом Льюисом, а также интересом его отца к этому стилю. И Альберт, и Мид вместе учились игре на фортепиано в доме Аммонсов. В возрасте десяти лет Аммонс узнал об аккордах, отмечая карандашом нажатые клавиши на семейной пианоле, и повторял этот процесс, пока не освоил его. Подростком он также играл на ударных в отряде барабанщиков и трубачей (drum and bugle corps) и вскоре начал выступать с группами в клубах Чикаго. После Первой Мировой Войны он заинтересовался блюзом и учился, слушая чикагских пианистов, таких как: Томас Хёсал, братья Джимми Янси и Алонсо Янси.
В первой половине 1920-х годов Аммонс работал таксистом в «Silver Taxicab Company» и продолжал жить в Чикаго. В 1924 году он встретил своего друга детства Мида Люкса Льюиса, который с Аммонсом учился игре на пианино в юности. Мид Льюис в то время также работал таксистом. Вскоре два музыканта начали работать вместе, выступая дуэтом на клубных вечеринках. В 1934 году Аммонс основал свою собственную группу в клубе DeLisa и проработал в этом клубе следующие два года. В то время он играл с группой из пяти человек, в которую кроме Аммонса (фортепиано), входили Гай Келли (труба), Делберт Брайт (саксофон), Джимми Хоскинс (ударные) и Израэль Кросби (контрабас). В 1936 году музыкальный коллектив, собранный Альбертом Аммонсом, записывался на лейбле Decca Records как «Albert Ammons’s Rhythm Kings» (Короли ритма Альберта Аммонса). Кроме указанных выше исполнителей в записи принимал участие гитарист Айк Перкинс. Версия композиции «Swanee River Boogie» группы «Albert Ammons’s Rhythm Kings» была продана тиражом в 1 миллион копий, а их композиция 1936 года «Boogie Woogie Stomp» была описана как «первая 12-тактная фортепианная буги-вуги, которой подражали многие джаз-бэнды».
Позднее Аммонс переехал из Чикаго в Нью-Йорк, где объединился с другим пианистом, Питом Джонсоном. Вдвоём они регулярно выступали в Café Society, иногда к ним присоединялся Льюис Мид или другие джазовые музыканты, включая Бенни Гудмена и Гарри Джеймса.
23 декабря 1938 года Аммонс с Питом Джонсоном и Льюсом Мидом выступили в Карнеги-холл, на концерте «From Spirituals to Swing» (От спиричуэлс до свинга), спродюсированном Джоном Хэммондом. Это выступление положило начало повальной моды буги-вуги. Две недели спустя продюсер Альфред Лайон, присутствовавший на концерте, основал лейбл Blue Note Records, записав девять сольных композиций Аммонса, в том числе «The Blues» и «Boogie Woogie Stomp», восемь композиций в исполнении Льюиса Мида и две композиции, сыгранные Аммонсом и Льюисом в дуэте. Все 19 композиций были записаны в арендованной студии звукозаписи за однодневную сессию.
В 1941 году вышел короткометражный фильм «Буги-дудл» канадского мультипликатора Нормана Макларена, в котором музыка Аммонса в стиле буги-вуги сопровождалась нарисованной-на-плёнке анимацией (Drawn-on-film animation).
В 1944 году Аммонс сыграл самого себя в короткометражном музыкальном фильме «Boogie-Woogie Dream» (Мечта Буги-Вуги). В этом фильме кроме Аммонса в главных ролях заняты Лина Хорн, Пит Джонсон, Тедди Уилсон со своим оркестром.
В качестве сайдмена Сиппи Уоллес в 1940-х Аммонс записал сессию со своим сыном, тенор-саксофонистом Джином Аммонсом.
Хотя в 1945 году мода на буги-вуги начала угасать, Аммонсу не составило труда найти работу. Он продолжал гастролировать в качестве сольного исполнителя и между 1946 и 1949 годами записал свои последние партии с контрабасистом Израэлем Кросби для Mercury Records и после этого занял должность штатного пианиста в оркестре Лайонела Хэмптона. Последний триумф Аммонса пришёл, когда он сыграл на инаугурации Президента Гарри Трумэна в 1949 году.
В последние годы своей жизни Аммонс играл в основном в клубах Beehive Club и Tailspin Club в Чикаго. За четыре дня до своей смерти он был в квартире Янси, слушая игру Дона Юэлла и Джимми Янси. Аммонс мог сыграть только одну песню, только что восстановив способность пользоваться руками после временного паралича.
Аммонс умер 2 декабря 1949 года в Чикаго. Он похоронен на кладбище Линкольн, на Кэдзи Авеню в Блю-Айленде, округ Кук, штат Иллинойс.

## Наследие
Аммонс оказал большое влияние на бесчисленное количество пианистов, таких как Джерри Ли Льюис, Дэйв Александр, Др. Джон, Хадда Брукс, Джонни Джонсон, Рэй Брайант, Эрролл Гарнер, Кэти Уэбстер, Аксель Цвингенбергер, Анри Херберт, Стив «Big Man» Клейтон и немецкий пианист Йорг Хегеман. В 2007 году, по случаю 100-летия со дня рождения Аммонса, пианист Йорг Хегеман выпустил альбом A Tribute To Albert Ammons («Посвящение Альберту Аммонсу»), почтив его память.

## Дискография
Альбомы:
| Год выпуска | Название альбома                  | Записывающая студия |
| ----------- | --------------------------------- | ------------------- |
| 1948        | King of Boogie Woogie (1939—1949) | Blues Classics      |
| 1951        | Boogie Woogie Classics            | Blue Note Records   |
| 1992        | The First Day                     | Blue Note           |
| 2004        | The Boogie Woogie Trio, части 1-2 | Storyville          |